# IC 4620

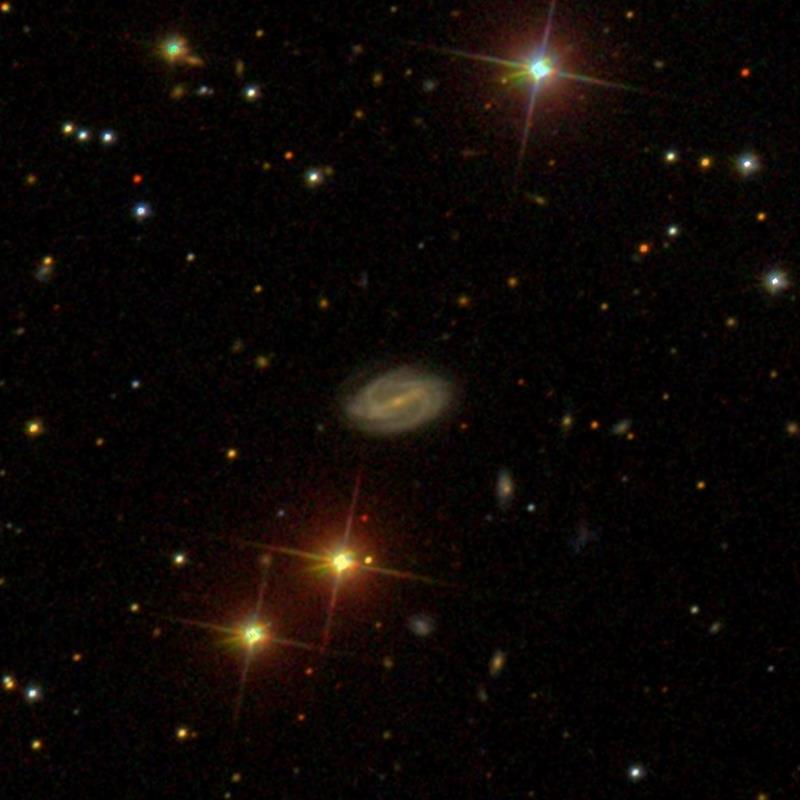
IC 4620

IC 4620 — галактика типу SBb (компактна витягнута галактика) у сузір'ї Геркулес.
Цей об'єкт міститься в оригінальній редакції індексного каталогу.